# Nova Sibéria
(Nota: O facto de que esta ilha se chame «Nova Sibéria» e se encontre no arquipélago das «ilhas da Nova Sibéria» é causa de frequentes confusões).
Nova Sibéria (em russo:  Новая Сибирь, Novaya Sibir) é uma ilha localizada no ártico russo, banhada pelas águas do mar Siberiano Oriental.
Administrativamente, a ilha, tal como o resto do arquipélago, pertence à República de Sakha (Iacútia) da Federação Russa.

## Geografia
A ilha da Nova Sibéria é a mais oriental das ilhas Anzhu, o subgrupo norte das ilhas da Nova Sibéria. A sua área é aproximadamente 6200 km², o que faz dela a a 102.ª maior do mundo, e 9.ª da Rússia. É de baixa altitude, chegando a apenas 76 metros, está coberta por vegetação de tipo tundra e está totalmente desabitada.
A ilha mais próxima é ilha de Faddeyevsky, a uns 25 km na direção oeste.

## História
Yakov Sannikov foi o primeiro europeu de quem se têm notícias de visita à ilha da Nova Sibéria em 1806. Descobriu-a durante uma das várias expedições de caça financiadas pelos comerciantes, Semen e Lev Syrovatskiy.